# Amâncio (homem perfeitíssimo)
Amâncio (em latim: Amantius) foi um oficial romano do século V, ativo durante o reinado do rei Odoacro (r. 476–493). Um homem perfeitíssimo e decemprimo, em 489, preocupou-se em entregar terras na Sicília, conferidas por Odoacro, aos agentes de Piério.